# Mahananda
El Mahananda (bengalí: মহানন্দা Môhanônda) és un riu que neix a la muntanya de Mahaldiram al districte de Darjeeling a Bengala Occidental a les muntanyes de l'Himàlaia i corre per la part nord de l'estat, entra a Bihar, torna a Bengala Occidental al districte de Malda abans d'entrar a Bangladesh per unir-se al Ganges prop de Chapai Nawabganj. Porta poca aigua a l'època seca però molta durant el monsó. les principals poblacions a la seva riba són Siliguri i Malda a Bengala Occidental. A Bangladesh el riu té un recorregut de 36 km, i el curs total és de 412 km.
Antigament el Mahananda i el Kosi s'unien al Karatoya i marcaven un límit ètnic entre els kochs al nord i els bengalís al sud.